# 真核线性基序资源网
真核线性基序资源网（或称为真核生物线性基序数据库，缩写ELM）是一个由欧洲分子生物学实验室（EMBL）负责维护的生物学数据库，收录各种真核生物蛋白上的短线性基序（SLiMs）数据。